# Fredsmurarna i Nordirland
Fredsmurarna i Nordirland är en serie barriärer, upp till flera kilometer långa och byggda för att skilja katolska och protestantiska områden i Belfast, Derry och övriga Nordirland. De byggdes 1969, med avsikt att minska våldet mellan folkgrupperna.
Murarna är av sten eller betong och upptill försedda med stålstängsel. Höjden är upp till 7,6 meter hög (enligt vissa upp till 13 meter hög) men lägre vid portarna, vilka hålls stängda nattetid. Vid eventuella oroligheter kan de stängas av polisen även dagtid. 
De så kallade Fredsmurarna byggdes efter kravallerna i Nordirland 1969, vilka kom att inleda konflikten i Nordirland. De omfattar idag ett 40-tal separata murar med en sammanlagd längd av över 21 km, merparten i Belfast.
Mest omtalade är avsnitten mellan katolska Short Strand och protestantiska Cluan Place i östra Belfast, samt de mellan katolska Falls Road och protestantiska Shankill Road i västra Belfast.